# 장길상
장길상(張吉相, 1874년 ~ 1936년 11월 4일)은 조선말과 대한제국의 문신이며 일제강점기의 경제인이다. 경상북도 선산 출생이며 자는 치상(致祥)이고 호는 황재(黃齋)이다. 여헌 장현광의 후손. 형조판서 장석용의 손자이며 관찰사를 지낸 장승원의 아들이다. 장직상, 장택상의 형이다.

## 생애
아버지는 조선의 관찰사 운정(雲庭) 장승원(張承遠)이고 어머니는 정부인 조남철(趙南徹, 풍양 조씨(豊壤 趙氏))이다. 대한민국의 기업인 장직상, 대한민국의 정치인, 국회의원이자 3대 국무총리를 역임한 장택상은 그의 동생이다. 여헌 장현광의 후손이다.
대한제국 고종 때 사마에 합격하고 규장각 직각을 역임했다.,
장길상과 그의 형제들은 1912년 대구의 일본인 자본가들이 선남상업은행을 설립할 때 자본을 투자하여 금융자본가가 되었다. 이 무렵 대구의 정재학(鄭在學)이 중심인 된 한국인들이 일반은행인 대구은행을 설립할 때도 자본을 투자하여 대주주가 되었다.
지방의 일반은행 설립에 자본을 투자한 경험으로 1920년 4월 자신들이 소유한 자본을 투자하여 대구에 본사를 둔 경일은행(慶一銀行)을 직접 설립하였다. 이때 경일은행은 자본금 2백만 원, 대주주 250명에 총 4만주의 주식을 발행하였는데, 그 중 장길상이 7,283주를 보유하였다.
1936년에 사망하였으며 장길상의 사후 자본 활동은 장직상이 주관하게 되었다. 사망 당시 그는 경상북도 칠곡군 인월면 인의동(漆谷郡 仁月面 仁義洞)에 거주 중이었다.

## 가족 관계
- 아버지 장승원, 구한말 관찰사 역임
- 어머니 조남철(趙南徹, 풍양 조씨(豊壤 趙氏))
  - 아우 장직상
  - 아우 장택상, 대한민국에서 수도경찰청장 국무총리 역임
- 부인 ?
  - 아들 장병천(張炳天, 1903 ~ 1923)
    - 손자 장세만

  - 아들 : 장병진(張炳眞)
  - 아들 : 장병조(張炳朝)
  - 아들 : 장병호(張炳昊)
  - 아들 : 장병화(張炳和)

## 같이 보기
- 대구은행
- 경일은행
- 강명화 자살 사건